# Çezar Kurti
Çezar Kurti, född 1935 i Kavaja, Kungariket Albanien, död 2013, var en albansk översättare.
Kurti blev känd för sina många översättningar av utländsk litteratur till albanska.
Çezar Kurti gjorde översättningar av kända författare till albanska, som till exempel Fjodor Dostojevskij, Lev Tolstoj, Antoine de Saint-Exupéry, John Galsworthy, Dante Alighieri, Aischylos och många andra.
Han bodde under slutet av sin levnad i New York, där han fortsatte att översätta kända verk till albanska.